# Most kolejowy we Fronołowie
Most kolejowy we Fronołowie – most kolejowy we wsi Mierzwice-Kolonia na Bugu, na linii kolejowej Siedlce – Czeremcha, pomiędzy stacjami Fronołów i Siemiatycze, zbudowany w latach 1904–1906, według projektu Ławra Proskurjakowa.

## Konstrukcja
Jest to most kratownicowy, o konstrukcji stalowej, nitowanej, trzech przęsłach. Składa się z dwóch równoległych przelotów umożliwiających bezkolizyjny ruch w obu kierunkach, przy czym początkowo jeden z nich był wykorzystywany tylko do ruchu kołowego. Całkowita długość mostu wynosi 294 metry, a każde z przęseł ma rozpiętość 98 m. Po ukończeniu był to jeden z największych mostów kolejowych w Królestwie Polskim.

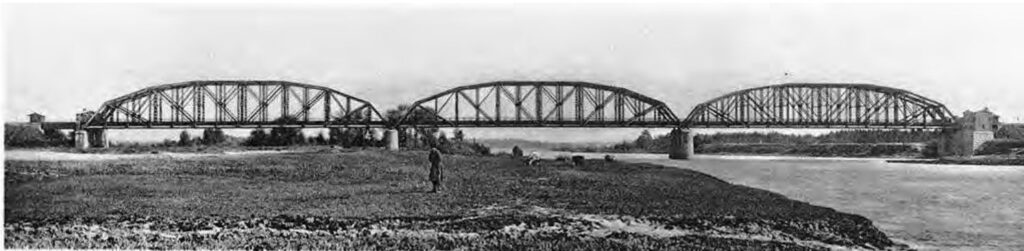
Jedno z najstarszych zdjęć mostu kolejowo-drogowego na Bugu we Fronołowie 1906 r.

## Historia

### Geneza mostu

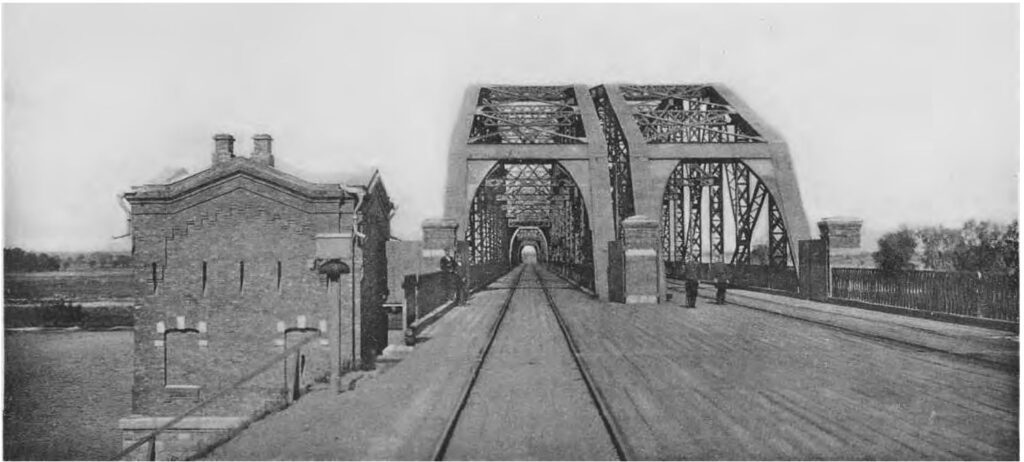
Przyczółek południowy mostu we Fronołowie 1906 r.

W 1901 roku władze carskie podjęły decyzję o budowie linii kolejowej z Siedlec do Połocka. Głównym powodem budowy tej linii było wywiązanie się Rosji z umów z Francją, co pozwoliłoby na usprawnienie przerzutu wojsk z terenów trzech okręgów wojskowych: Petersburskiego, Moskiewskiego i Kazańskiego do zachodnich granic Imperium Rosyjskiego. Bug był, obok Niemna, największą przeszkodą wodną na całej trasie, co wymusiło wybudowanie w tym miejscu solidnej przeprawy. Budową odcinka drogi żelaznej Siedlce – Połock kierował inżynier komunikacji Władimir Timofiejew-Riasowski. Niemal całe wyposażenie, w tym szyny, pochodziły z rosyjskich fabryk. Do robót budowlanych zatrudniono miejscową ludność.
Most został wybudowany według projektu architekta Ławra Proskurjakowa, który wcześniej był projektantem mostów Kolei Transsyberyjskiej na Jeniseju w Krasnojarsku i na Amurze w Chabarowsku. Stalowe elementy mostu wykonała fabryka Towarzystwa Akcyjnego K. Rudzki i S-ka z Mińska Mazowieckiego, natomiast głównym inżynierem był Rosjanin inż. Aleksy Aleksander Lubicki, w późniejszych latach budowniczy Mostu Poniatowskiego w Warszawie.

### Lata 1906–1939

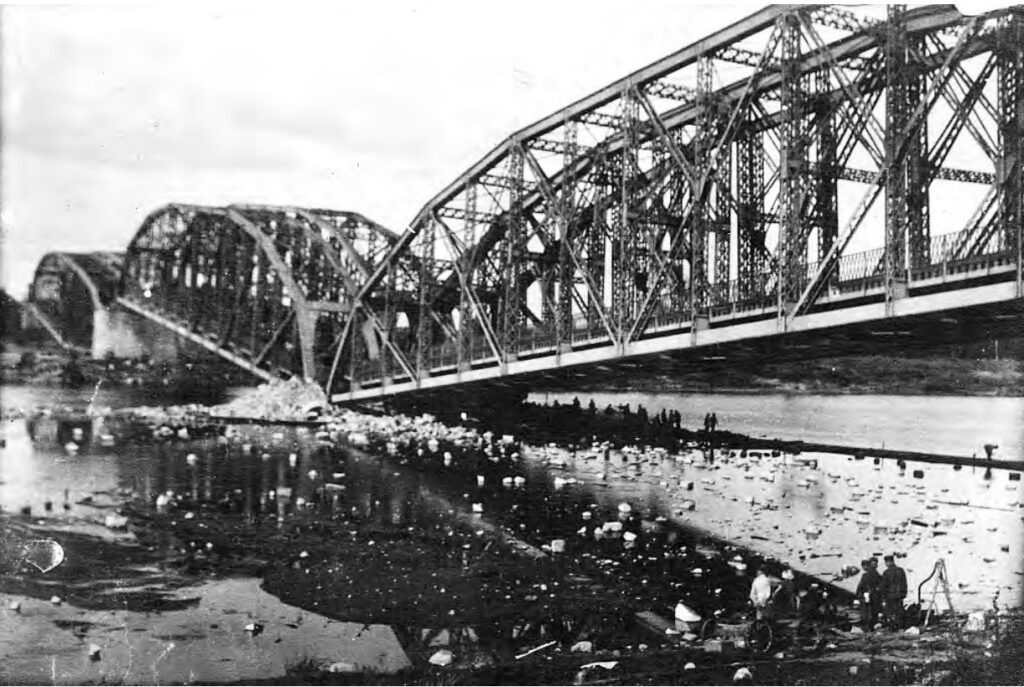
Most kolejowy we Fronołowie zniszczony przez wycofujące się wojska rosyjskie w 1915 r.

W czasie I wojny światowej, w lipcu 1915 roku most został zniszczony przez wycofujące się wojska rosyjskie, które wysadziły przyczółki filarów, co spowodowało zapadnięcie się przęseł, aczkolwiek ich konstrukcja została nienaruszona. Niemcy dość szybko naprawili prowizorycznie most, odbudowany zaś został w 1920 r., ale tylko jako jednokierunkowy. W trakcie odbudowy dokonano skomplikowanej operacji przesunięcia podłużnego i poprzecznego najlepiej zachowanych przęseł. Trzy uszkodzone przęsła zostały wykorzystane do budowy mostu na Sanie na linii Lublin – Rozwadów, który oddano do użytku w 1922 r. Drugi przelot uruchomiono dopiero w roku 1935 wg nowego projektu dźwigarów inżynierów: Leona Pszenickiego – profesora Politechniki Warszawskiej oraz Franciszka Ksawerego Szelągowskiego.

### Lata 1939–1945
W trakcie kampanii wrześniowej mostu broniła II i IV bateria 9 dywizjonu Artylerii Przeciwlotniczej w Brześciu, która w walkach z niemieckimi samolotami zestrzeliła 4 maszyny. W latach 1939–1941 most był mostem granicznym pomiędzy Związkiem Radzieckim a Trzecią Rzeszą. Niemcy zdobyli most już pierwszego dnia inwazji na ZSRR. Przez kolejne trzy lata most służył okupantom niemieckim, w sierpniu 1944 roku został wysadzony przez wycofujących się hitlerowców. Armia Czerwona natychmiast przystąpiła do odbudowy, jednakże wykonano wtedy tylko tymczasową konstrukcję drewnianą, jednotorową, po której pociągi przejeżdżały z niewielką prędkością.

### Lata powojenne i współczesność

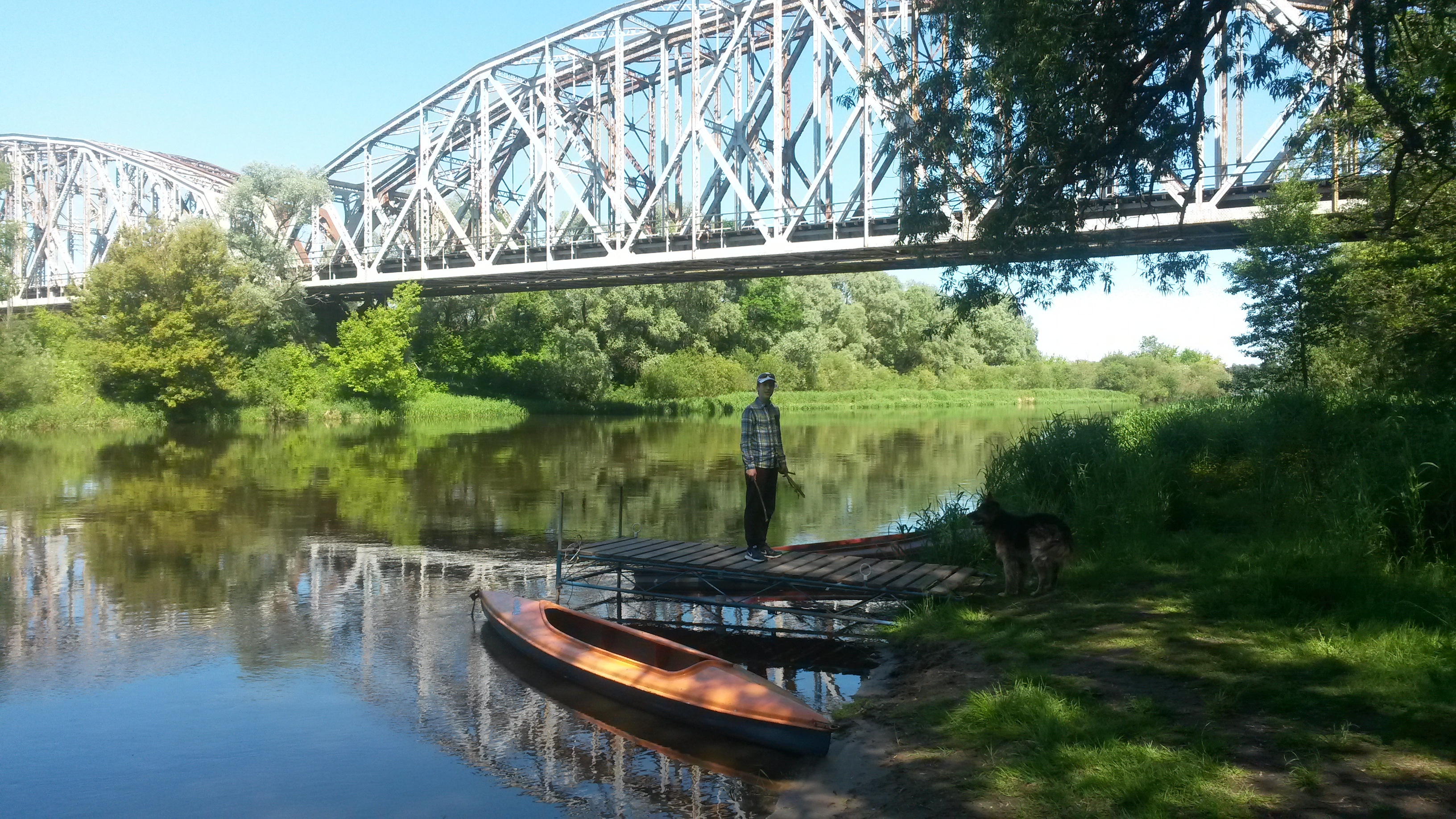
Widok mostu współcześnie (2015) od strony rzeki

Rekonstrukcja mostu rozpoczęła się w roku 1946. Prace szły powoli, najpierw zajmowała się tym firma „Łukawski”, a następnie Przedsiębiorstwo Robót Kolejowych nr 7. Trzeba było odbudować jeden z filarów mostu, który był zniszczony aż do fundamentów poniżej poziomu wody, co wymagało prac kesonowych. Do wykonania tych robót zatrudniono firmę Mostostal Zabrze ze Śląska. Prace przy odbudowie zakończono 22 sierpnia 1948 roku i uruchomiono kursowanie pociągów po jednym torze. Drugą nitkę mostu odbudowano w latach 1955–1957.
W maju 2005 roku zapaliły się od iskier z zaciągniętego hamulca w wagonie drewniane mostownice (podkłady), jednakże w ciągu kilku dni naprawiono szkody. W 2017 roku most został wyremontowany, prace trwały od kwietnia do października, naprawiono uszkodzone elementy konstrukcji stalowej mostu, wymieniono podkłady, pomalowano oba przeloty, poszerzono skrajnię obiektu, co umożliwiło przejazd pociągom o większych gabarytach.

## Ciekawostki
- Chociaż most znajduje się na terenie osady Kolonia-Mierzwice, w powszechnym użyciu jest nazwa Fronołów, pochodząca od przystanku na linii, znajdującego się ok. 1 km na południe od mostu. Tak nazywają również tę miejscowość mieszkańcy dużych zgrupowań domów letniskowych znajdujących się po obu stronach torów[13].
- Często błędnie tłumaczy się pochodzenie tej nazwy od Rosjanina Fronołowa, który miał być rzekomo inżynierem przy budowie mostu[10], jednak jest to informacja pozbawiona jakichkolwiek wiarygodnych źródeł historycznych.